# Mabel Caro
Mabel Caro est une joueuse de volley-ball espagnole, née le 13 mars 1991 à L’Ametlla del Vallès (Province de Barcelone). Elle mesure 1,84 m et joue au poste de centrale. 

## Clubs
| Club                     | De        | À         |
| ------------------------ | --------- | --------- |
| CV L'Ametlla del Vallès  | 2003-2004 | 2006-2007 |
| Club Voleibol Esplugues  | 2007-2008 | 2007-2008 |
| CV Vall d'Hebron         | 2008-2009 | 2013-2014 |
| CVB Barça                | 2014-2015 | 2014-2015 |
| Dauphines Charleroi      | 2015-2016 | 2015-2016 |
| Bordeaux-Mérignac Volley | 2016-2017 | 2017-2018 |
| CVB Barça                | 2018-2019 | …         |

## Palmarès
- Championnat d'Espagne
  - Finaliste : 2019.